# Клемм, Василий Оскарович
Василий (Вильгельм) Оскарович фон Клемм (нем. Alexis William Klemm; 21 мая (2 июня) 1861, Санкт-Петербург — 16 сентября 1938, Берлин) — российский дипломат, первый российский консул на территории Индии. Действительный статский советник.

## Биография
Родился в Санкт-Петербурге, в семье полковника (впоследствии генерала от инфантерии) Оскара Карловича фон Клемма, первого коменданта Ковенской крепости.
Учился на гимназическом отделении Петришуле (1870—1872), затем в Тульской гимназии (1872—1875) и, наконец, в Москве — в гимназических классах при Лазаревском институте восточных языков (1875—1880), которые окончил с серебряной медалью. В 1881 году поступил на специальные курсы при этом же институте. Во время учёбы составил сочинение «История халифа Аль-Мамуна по арабским и европейским источникам».
В 1883 году был зачислен в учебное отделение восточных языков при Азиатском департаменте Министерства иностранных дел. Спустя два года, 15 июля 1885 года В. Клемм получил первую официальную должность в Азиатском департаменте, а 26 мая 1886 года был определён драгоманом при департаменте. В этом же время он женился на Марии Николаевне Апечтиной (?—1911).
С 1 марта 1888 года В. Клемм был назначен в Бухарское ханство, секретарём и драгоманом при российском политическом агенте в Бухаре. В 1888 году в 33-м выпуске «Сборника географических, топографических и статистических материалов по Азии», издаваемом Военно-учёным комитетом Главного штаба под грифом «Секретно», была опубликована статья Клемма «Современное состояние торговли в Бухарском ханстве».
С 19 октября 1893 года В. Клемм состоял дипломатическим чиновником для пограничных сношений при начальнике Закаспийской области генерал-лейтенанте А. Н. Куропаткине; до 1898 года находился в Асхабаде, затем в Ташкенте.
14 февраля 1900 года В. Клемм в ранге генерального консула был назначен первым российским консулом в Бомбее. На этом посту В. Клемм обеспечивал дипломатическое прикрытие и связь офицерам Генерального штаба, посещавшим Индию (как легально, так и нелегально) с разведывательными целями; оказывал содействие учёным экспедициям Академии наук и Русского географического общества; самостоятельно собирал сведения экономического, политического, военного и научного характера. В инструкции министра иностранных дел графа В. Н. Ламздорфа указывалось: «Основное значение для нас Индии заключается в том, что она представляет собой наиболее уязвимый пункт Великобритании, тот чувствительный нерв её, одно прикосновение к коему, в случае надобности, способно, быть может, заставить правительство королевы изменить враждебное нам настроение её политики и проявлять желаемую уступчивость во всех тех вопросах, где будут сталкиваться обоюдные интересы». На этой должности В. Клемм пробыл до 1906 года, когда был назначен генеральным консулом в Мешхед, где находился до 1908 года.
По возвращении в Санкт-Петербург В. Клемм был чиновником для особых поручений при министре иностранных дел; с началом Первой мировой войны возглавил 3-й (Среднеазиатский) отдел Министерства иностранных дел.
После Октябрьской революции В. Клемм оказался в Сибири и был дипломатическим представителем Колчака во Владивостоке. После разгрома Колчака и образования Дальневосточной республики В. Клемм эмигрировал в Китай и в начале 1930-х годов перебрался в Германию. Умер 16 сентября (или 20 сентября) 1938 года в Берлине.

## Награды
- Орден Святого Станислава III степени;
- Орден Святой Анны III степени;
- Орден Святого Станислава II степени;
- Орден Святой Анны II степени;
- Орден Святого Владимира IV степени;
- Орден Святого Владимира III степени;
- Орден Короны I степени (Пруссия);
- Орден Почетного легиона (офицерский крест) (Франция).

## Рекомендуемая литература
- Русско-индийские отношения в XIX в. Сборник архивных документов и материалов. — М., 1997.
- Русско-индийские отношения в 1900—1917 гг. Сборник архивных документов и материалов. — М., 1999 (опубликовано значительное число документов как за подписью самого Клемма, так и касательно его деятельности в Индии).